# MG MGB
De MG MGB ook soms wel gewoon MG B genoemd, is een automobiel geproduceerd van 1962 tot 1980, eerst door de British Motor Corporation en later door British Leyland. Deze werd als 2 deurs cabriolet met soft-top en vanaf 1965 ook als GT coupé geleverd. In tegenstelling tot de MGA is de MGB geen Roadster meer, maar een echte cabriolet met neerdraaibare ramen en een opklapbare softtop. De MGB is een van de best verkochte wagens geweest in zijn soort, met iets meer dan een half miljoen verkochte exemplaren.

## Geschiedenis
In 1962, als opvolger van de MGA, rolde de eerste MGB Roadster van de band. De MGB maakte gebruik van een Monocoque terwijl de vorige MG modellen een ladderchassis gebruikten. Echter deelde de MGB toch nog veel onderdelen met de MGA.
Door dat de MGB enkel als cabrio verkrijgbaar was, groeide de vraag naar een volledig gesloten versie. In 1964 presenteerde de Belgische carrosserie Jacques Coune op het Belgisch autosalon zijn creatie. De MG MGB Berlinetta had een steile achterraam en de voorste lichten werden in de lijnen van de carrosserie verzonken. MG koos echter voor een ander ontwerp van Pininfarina en in 1965 kwam de MG MGB GT uit.
Door enkele aanpassingen kwam in 1968 de Mark II uit. Dit hield in: een volledig gesynchroniseerde versnellingsbak, andere achteras, een alternator in plaats van een dynamo en een optionele automaat.
In 1974 werden de chroom bumpers vervangen door grote rubberen bumpers. Dit gaf de MGB een totaal andere look. Veel MGB's die uitgerust waren met deze rubberen bumpers zijn door de jaren heen omgebouwd naar chroom bumpers. Hierbij moest nog een stuk carrosserie geplaatst worden onder de achterlichten om dezelfde achterkant te hebben als een oudere B. 

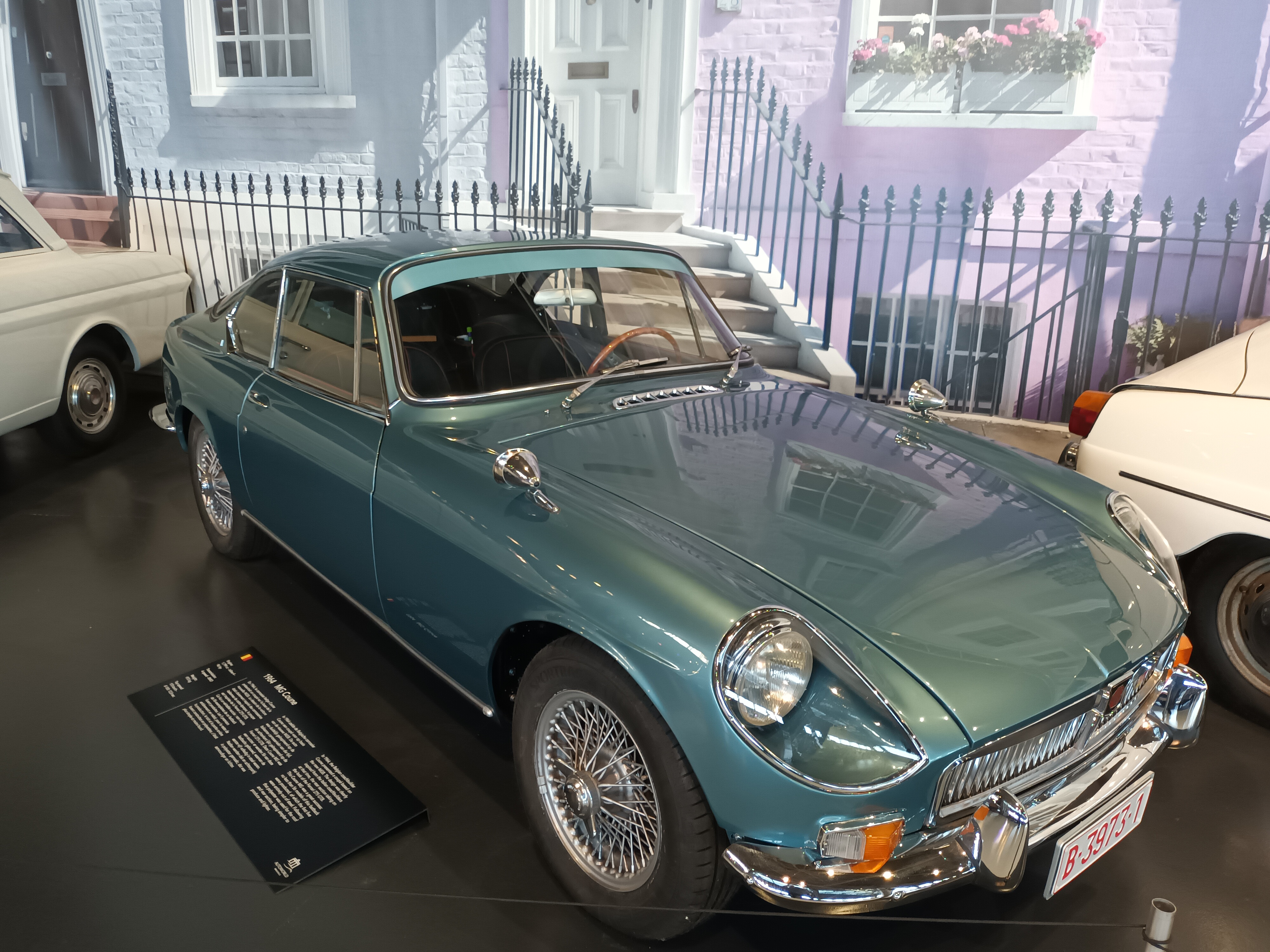
MG MGB Berlinetta in Autoworld